# Ostřice bažinná
Ostřice bažinná (Carex limosa), někdy zvaná též ostřice mokřadní, je druh jednoděložné rostliny z čeledi šáchorovité (Cyperaceae).

## Popis
Jedná se o rostlinu dosahující výšky nejčastěji 10–60 cm. Je vytrvalá a netrsnatá s dlouhými plazivými oddenky. Listy jsou střídavé, přisedlé, s listovými pochvami. Lodyha delší než listy, nahoře trochu drsná. Čepele jsou asi 1–2,5 mm široké, nahoře drsné, žlábkovité, sivozelené. Bazální pochvy jsou žlutavě až červenavě hnědé, nerozpadavé, dolní bezčepelné. Ostřice bažinná patří mezi různoklasé ostřice, nahoře jsou klásky čistě samčí, dole (téměř) čistě samičí. Samčí klásek bývá pouze jeden, samičí jsou většinou 1–2, vzácněji až 3, většinou nicí a někdy v dolní části obsahují několik samčích květů. Listeny jsou stejně dlouhé nebo delší než celé květenství, na bázi s krátkými pochvami. Okvětí chybí. V samčích květech jsou zpravidla 3 tyčinky. Čnělky jsou většinou 3. Plodem je mošnička, která je asi 2,5–4,5 mm dlouhá, modravě zelená, za zralosti až šedohnědá, výrazně žilnatá, zobánek je krátký, na vrcholu nevykrojený. Každá mošnička je podepřená plevou, která je rezavě až nachově hnědá. V ČR kvete nejčastěji v květnu až v červenci. Počet chromozómů: 2n=56, 62 nebo 64.

## Rozšíření
Ostřice bažinná je severský druh s cirkumpolárním rozšířením, roste hlavně v severní Evropě, jižněji většinou v horách, na Sibiři a v některých horách Asie, dále v Kanadě, na Aljašce a na severu USA. Mapka rozšíření viz zde: .

## Rozšíření v Česku
V ČR roste vzácně a jedná se o silně ohrožený druh, kategorie C2. Vyskytuje se na rašeliništích a na rašelinných loukách. Kdysi rostla i na rašeliništích nížin, zde však už většinou vymizela, udržela se dodnes hlavně v horách.

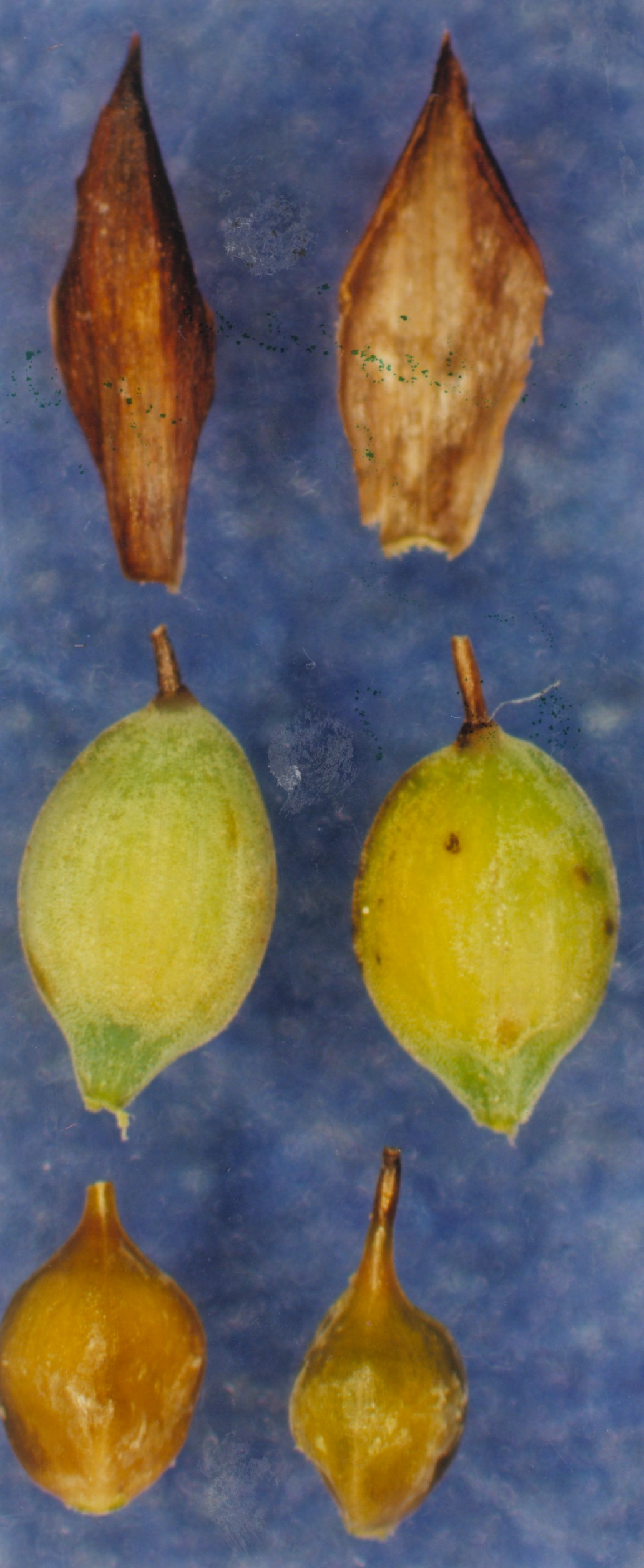
plevy, mošničky, nažky